# كيت نوتا
كيت نوتا (بالإنجليزية: Kate Nauta)‏ هي مغنية و ممثلة أمريكية ولدت في 29 أبريل 1982 في سايلم، الولايات المتحدة

## وصلات خارجية
- كيت نوتا على موقع IMDb (الإنجليزية)
- كيت نوتا على موقع ألو سيني (الفرنسية)
- كيت نوتا على موقع أول موفي (الإنجليزية)
- كيت نوتا على موقع قاعدة بيانات الأفلام السويدية (السويدية)
- كيت نوتا على موقع أول ميوزيك (الإنجليزية)
- كيت نوتا على موقع ديسكوغز (الإنجليزية)
- كيت نوتا على موقع قاعدة بيانات الفيلم (الإنجليزية)
- كيت نوتا على موقع كينوبويسك (الروسية)
- كيت نوتا على موقع دليل عارضات الأزياء (الإنجليزية)